# Lamwo (district)
Lamwo is een district in het noorden van Oeganda. Hoofdstad van het district is de stad Lamwo. Het district telde in 2014 134.371 inwoners en in 2020 naar schatting 143.800 inwoners op een oppervlakte van 5.444 km². Het is een van de dunst bevolkte districten van Oeganda. Zo'n 87% van de bevolking woont op het platteland.
Het district is opgericht in 2009 door afsplitsing van het district Kitgum. Het district ligt in de subregio Acholi en grenst in het noorden aan Zuid-Soedan en verder aan de districten Kitgum, Pader, Gulu en Amuru.